# A*Teens
Gli A*Teens (pronunciato 'A-Teens') sono stati un gruppo musicale pop proveniente da  Stoccolma, Svezia, formatisi nel 1998, come tribute band degli ABBA. Inizialmente il gruppo si chiamava ABBA Teens, ma venne in seguito ribattezzato A*Teens. L'album di debutto del gruppo divenne un enorme successo internazionale nel 2001, vendendo oltre sei milioni di copie in tutto il mondo.
Dopo sei anni di successo, il gruppo ha annunciato che avrebbero preso una pausa nel 2004, dopo aver pubblicato il loro primo Greatest Hits. Ogni canzone contenuta in quell'album era stata una top 20 in almeno in un paese nel mondo. Lo scioglimento del gruppo è stato annunciato ufficialmente il 15 aprile 2006, ed i quattro membri del gruppo hanno cominciato ognuno la propria carriera da solista.

## Componenti
- Dhani Lennevald – voce
- Marie Serneholt – voce
- Amit Sebastian Paul – voce
- Sara Lumholdt – voce

## Discografia

### Singoli
- 1999 - Mamma Mia (SWE #1 - GER #10 - UK #12)
- 1999 - Super Trouper (SWE #2 - GER #4 - UK #21)
- 1999 - Gimme! Gimme! Gimme! (A Man After Midnight) (SWE #10 - GER #33)
- 1999 - Happy New Year (SWE #4)
- 2000 - Dancing Queen (GER #64)
- 2000 - Upside Down (SWE #2 - GER #10 - UK #10)
- 2001 - Halfway Around The World (SWE #7 - GER #51 - UK #30)
- 2001 - Sugar Rush (SWE #15 - GER #72)
- 2001 - Heartbreak Lullaby (SWE #6 - GER #77)
- 2002 - Can't Help Falling in Love (SWE #12)
- 2002 - Floorfiller (SWE #4 - GER #33)
- 2003 - Let Your Heart Do All the Talking
- 2003 - A Perfect Match (SWE #2 - GER #77)
- 2004 - I Promised Myself (SWE #2 - GER #33)

### Album
- 1999 - The ABBA Generation (SWE #1 - GER #2 - UK #85)
- 2001 - Teen Spirit (SWE #2 - GER #5)
- 2002 - Pop 'til You Drop! (solo Usa)
- 2003 - New Arrival (SWE #4 - GER #95)

### Raccolte
- 2001 - The ABBA Generation Remix (solo Giappone)
- 2004 - Greatest Hits (SWE #16)
- 2004 - 14 Hits